# Une affaire troublante
Pour plus de détails, voir Fiche technique et Distribution.
Une affaire troublante (titre original : Personal Affair) est un film britannique réalisé par Anthony Pelissier, sorti en 1953.

## Synopsis
Kay, une jeune américaine, épouse Stephen Barlow, enseignant dans un collège britannique, et s'installe avec lui en Angleterre. Mais très vite, elle soupçonne son mari d'avoir une liaison avec une de ses élèves. Kay trouve la jeune fille pour lui en parler, cette dernière prend aussitôt la fuite. Stephen se lance alors à sa poursuite pour la raisonner. Peu après, il est signalé que l'adolescente a disparu.
Barbara ne retourne pas chez ses parents pendant trois jours, et pendant ce temps Stephen est accusé par la communauté, sans la moindre preuve, d’avoir causé sa mort, ce qui lui fait perdre son emploi et met en péril son mariage.

## Fiche technique
- Titre original : Personal Affair
- Réalisation : Anthony Pelissier, assisté de George Pollock et Jim O'Connolly (Seconde équipe, non crédité)
- Scénario : Lesley Storm
- Photographie : Reginald H. Wyer
- Montage : Frederick Wilson
- Musique : William Alwyn
- Producteur : Anthony Darborough
- Société de production :  Two Cities Films
- Société de distribution :  General Film Distributors	(Royaume-Uni), United Artists (États-Unis)
- Pays d'origine :  Royaume-Uni
- Langue : Anglais
- Format : Noir et blanc — 35 mm — 1,37:1 — Son : Mono (Western Electric Recording)
- Genre : Film dramatique, Film policier
- Durée : 82 minutes
- Dates de sortie :
  -  Royaume-Uni : 20 octobre 1953 (Londres)
  -  États-Unis : 15 janvier 1954
  -  France : 16 avril 1954

## Distribution
- Gene Tierney : Kay Barlow
- Leo Genn (VF : Claude Péran) : Stephen Barlow
- Glynis Johns (VF : Rolande Forest) : Barbara Vining
- Walter Fitzgerald (VF : Raymond Rognoni) : Henry Vining
- Pamela Brown (VF : Lita Recio) : Evelyn
- Megs Jenkins : Vi Vining
- Michael Hordern (VF : Abel Jacquin) : M. Griffith, le directeur du collège
- Thora Hird (VF : Mona Dol) : Mrs. Usher
- Norah Gorsen : Phoebe
- Nanette Newman : Sally
- Martin Boddey (VF : Gérald Castrix) : l'inspecteur Fred Garland
- Michael Brennan (VF : Jean Guillet) : l'inspecteur envoyé par Garland